# 2in1筐体
2in1筐体（つーいんわんきょうたい）とは、一台のゲーム筐体で2種類、あるいはそれ以上の種類のゲームができるようになっている、業務用ゲーム機器の総称である。ゲームの実装方法によって、以下に分類することができる。
1. 1枚のゲーム基板上に複数のゲームを実装し、プレイヤーによってどのゲームをやるかを選べるもの
2. 1台のゲーム筐体に複数のゲーム基板を接続し、プレイヤーによってどのゲームをやるかを選べるもの
3. 1枚のゲーム基板（システム基板）に複数のゲームソフトを接続し、プレイヤーによってどのゲームをやるかを選べるもの

以下に、その概要を記す。

## 基板1枚で複数のゲームを選べるもの
スペースインベーダーのブーム時代、当時はコンピュータープログラムの著作権が確立していなかったため、多くのコピー基板、あるいは亜流ゲームが各社より発売された。その中で、オリジナルのインベーダーとの差別化を図るために、「インベーダー+ブロックくずし」「インベーダー+ヘッドオン」など、1枚のゲーム基板で2種類のゲームを選べる作品が存在した。これが2in1筐体の元祖であるといえる。現存する資料を見る限り、2in1筐体の第1号機はデータイーストであると思われるが、裏づけは完全には取れていない。
後に、同じコンセプトを用いて、単独で発売するには若干弱いところがあるゲームをまとめて販売した例がある。

### 主なゲーム
- スペシャルデュアルシリーズ（セガ、後のセガ・インタラクティブ）
- ローリングクラッシュ（ヘッドオンクローン）+ムーンベース（インベーダークローン）（日本物産）
- ヘッドオン（ライセンス）+スペースストレンジャー（インベーダークローン）（ホーエイ、後のバンプレスト）
- ワンダー3（ルースターズ、チャリオット、ドンプル）（カプコン）
- 撃牌砦&雀スペース（メトロ）

ゲームの切替方法も、当初は外部のロータリースイッチを回す（セガ）、ゲームの選択ボタンがある（データイースト）、自機の移動レバーを左か右に動かすとゲームが変わる（日本物産）、コインを入れた後に画面が赤か黒のタイミングでボタンを押す（ホーエイ）など、メーカーにより様々だった。
1990年代に入って技術が向上すると、コインを入れてから遊びたいゲームのアイコンをレバーで選択、ボタンを押すという方式が、作る側にも遊ぶ側にも簡単である為定着し、近年にインベーダー、ナムコ（後のバンダイナムコエンターテインメント）、コナミ（後のコナミデジタルエンタテインメント）等で出された復刻ゲームは、全てこの方式である。

## 1台の筐体に複数の基板を接続するもの
80年代後期、一部の店舗において、2枚の基板を接続し、電気的に切り替える装置が使用された。これが現存している2in1筐体の始まりであるといえる。主に、「最新機種ではないが、比較的人気のある、遊べるゲーム」をこのような形態で運用することがある。現在でもレトロゲームを運用する際によく用いられ、シリーズ作品を同一筐体で運用することが見られる（例として、首領蜂+怒首領蜂など）。中には筐体を改造して5in1を作り上げたゲームセンターも存在する。変わり種としては、セガの大画面筐体であるメガロ50シリーズの一部機種にも同様の機能が搭載され、複数のゲームを運用することができる。
また、風営法が84年に大きく改正され、ゲームセンターが法規制の枠内に入った。その際、「店舗面積の1割未満、あるいは1台」は規制の対象外とされたため、喫茶店（ゲーム喫茶）などの小規模店舗用に、「1台のゲーム機で複数人（多くは2人）が別のゲームを遊べるようにした」筐体が開発された。これらは、任天堂VSシステム用筐体やバーサスシティ（セガ）を改造し、1台で2人が遊べるようにしたものと合わせ、広義の2in1筐体であるといえる。

## システム基板に複数ソフトを接続するもの
データイーストのデコカセットシステムから一般化した業務用システム基板の中には、複数ゲームを運用できるコンセプトで開発されたものがある。その代表的なものがSNKのMulti Video System、いわゆるネオジオの業務用版である。その名の通り、最大6本までのカセットを搭載することができ（基板によって1本、2本、4本、6本と異なる）、ボタンで自由に切り替えることができる。これらは店頭などの小規模ロケーションで重宝され、普及の一助となったとされる。
なお、セガのST-V、IGSのPGM（コンセプトとしてMVSに大きく影響されている）でもマルチカートが可能なシステム設計がされているが、実際の販売はされていない。

## その他
近年では「ウルトラケード」（en:UltraCade Technologies）や「ゲームヒストリー」など、何百ものゲームがプレイできるエミュレーター基板が出回っている。これらは独自、もしくはPCベースのハードウェア上で動くゲームエミュレータによって、CD-ROM・ハードディスクなどの大容量記憶装置に納められたゲームデータを動かしているものである。中には、著名なアーケードゲームエミュレータであるMAMEを流用したと推定されるものも見受けられ、合法性への疑問も存在する。しかし、海外を中心に人気の形態であり、Nin1筐体の新しい形であるといえる。